# Coenonympha glycerion
Coenonympha glycerion é uma espécie de insetos lepidópteros, mais especificamente de borboletas pertencente à família Nymphalidae.
A autoridade científica da espécie é Borkhausen, tendo sido descrita no ano de 1788.
Trata-se de uma espécie presente no território português.